# Little Black (Wisconsin)
Little Black – miasto w Stanach Zjednoczonych, w stanie Wisconsin, w hrabstwie Taylor.